# Roerdalen
Roerdalen  è un comune olandese di 21 298 abitanti situato nella provincia del Limburgo.

## Geografia antropica

### Frazioni
| N. | Frazione         | Abitanti (2007) |
| -- | ---------------- | --------------- |
| 1  | Herkenbosch      | 4 120           |
| 2  | Melick           | 3 645           |
| 3  | Montfort         | 3 145           |
| 4  | Posterholt       | 4 278           |
| 5  | Sint Odiliënberg | 3 576           |
| 6  | Vlodrop          | 2 523           |